# Chyler Leigh
Chyler Leigh (Charlotte, Sjeverna Karolina, 10. travnja 1982.), američka glumica, pjevačica i model, najpoznatija kao dr. Lexie Grey u televizijskoj seriji Uvod u anatomiju i najpoznatija kao Alexandra "Alex" Danvers u televizijskoj seriji Supergirl.

## Biografija
Rođena je kao Chyler Leigh Potts, u Charlotteu, Sjeverna Karolina, (njeno ime izgovara se Kailer). Odrastala je u državama Virginia i Florida, kamo se preselila u 12. godini s majkom i bratom. U osmom razredu počela je s manekenstvom, a kasnije gluma postaje njena strast. Na filmu je debitirala s 15 godina, i do sada je ostvarila petnaestak uloga. Nije položila maturu, nego je umjesto toga polagala zamjenski ispit sličan maturi.
U seriji Uvod u anatomiju pojavila se prvi puta kao gost tijekom treće sezone. Igrala je ženu koju u Joevom baru opazi dr. Derek Shepard (kojeg glumi Patrick Dempsey). Tek u finalu treće sezone otkriva se da je njezino ime Lexie Grey, da je stažistica, i da joj je Meredith polusestra. Vrlo brzo se saprijateljuje s Georgeom O'Malleyem. Ona i dr. Mark Sloan (kojeg glumi Eric Dane) ubrzo postaju par, a fanovi su im skovali nadimak "McSexie". 
Časopis Maxim 2002. godine svrstao ju je na 65. mjesto popisa 100 najljepših žena na svijetu.
Chyler je od 2002. udana za kolegu glumca Nathana Westa s kojim ima troje djece.

## Vanjske poveznice
- Chyler Leigh IMDb
- Chyler Leigh Twitter
- Chyler Leigh Instagram